# Ульяницкий, Виктор Васильевич
Виктор Васильевич Ульяницкий (укр. Віктор Васильович Ульяницький; род. 7 августа 1972, Первома́йск, Николаевская область) — советский и украинский футболист и тренер.

## Игровая карьера
Воспитанник ШИСП (Днепропетровск). Победитель первенства СССР среди ШИСП (юноши 15—17 лет) 1988 года.
Во взрослом футболе дебютировал в 1991 году в киевском СКА. Всего в команде киевских армейцев (СКА, ЦСКА-Борисфен, ЦСКА) сыграл 167 матчей, из которых 90 в высшей лиге чемпионата Украины. Ещё 51 матч сыграл за дубль.
В 2001—2003 годах выступал в первом дивизионе России в команде «Нефтехимик». В 2004 году — в высшем дивизионе Казахстана в команде «Акжайык».

## Тренерская карьера
C 2008 года работает в связке с Геннадием Жилкиным и Сергеем Ревутом в тренерском штабе Юрия Максимова. Вместе эта команда тренировала «Оболонь», «Кривбасс», «Металлург» (Донецк), «Мордовию».
В 2013 году получил тренерский «А»—диплом УЕФА.